# Simon Rieber
Simon Cosmas Michael, más conocido como Simon Rieber, es un artista visual tanzano que utiliza los campos del arte popular, la animación, la pintura y la ilustración para expresar y documentar sus creencias. Ha exhibido extensamente en Tanzania y África Oriental, construyéndose un nicho para sí mismo como un artista tanzano contemporáneo emergente en la escena artística de África Oriental,

## Exposiciones
- 2018: Working for the Time, Seoul Museum of Art, Seoul, South Korea.[1]
- 2019: UFO Gallery, Barkeley, California.[1]
- 2019: Jessica Silverman Gallery, San Francisco.[1]
- 2021: Project 30: Look At Me, Garage Museum of Contemporary Art, Moscow.[1]

## Premios
- 2020: gana el Premio Umoja Prize for Contemporary Tanzanian Artist, el mayor honor en Tanzania para artistas menores de 40 años,[5][6]